# Lin Xin
Lin Xin (廩辛, 1225 - 1220 aEC) va ser un rei de la Dinastia Shang de la història xinesa. El seu nom personal d'acord amb els Annals de Bambú era Feng Xin (冯辛), un altre llibre dit La Gent Històrica del Llibre Han (汉书, 古今人表) també l'anomena Feng Xin.
Lin va obtenir el seu tron l'any del Gengyan (庚寅) i la seva capital estava situada a Yin (殷). Segons els Annals de Bambú va governar durant 4 anys, tot i això als Registres del Gran Historiador s'afirma que van ser 6 anys.